# 普瓦斯基縣 (喬治亞州)
普瓦斯基縣（英語：Pulaski County）是美國喬治亞州中部的一個縣。面積647平方公里。根據美國2000年人口普查估計，共有人口9,588人，2007年估计的居民数为9843人。縣治和肯斯維（Hawkinsville）。

## 历史
普瓦斯基縣是1808年12月13日由乔治亚州州议会决定设立的。1870年县的一部分分出成立了勞倫斯縣。1912年县的西北部被分出成立了布莱克利县。
普瓦斯基縣是以在美國獨立戰爭中戰死的波蘭志願者卡西米爾·普瓦斯基命名的。

## 地理
根据美国人口调查局数据普瓦斯基縣总面积647平方公里，其中641平方公里为陆地面积，6平方公里为水域面积，占总面积的0.99%。

### 重要高速公路
- 美国国道129
- 美国国道341
- 美国国道129（备用）
- 乔治亚州州道26
- 乔治亚州州道27
- 乔治亚州州道112
- 乔治亚州州道230
- 乔治亚州州道257

### 周边县
- 布莱克利县，东北
- 道奇縣，东
- 威爾科克斯縣，南
- 杜利县，西
- 休斯敦县，西北

## 人口
根据2000年的人口普查普瓦斯基縣有9588名居民，分3407个户和2340个家庭，其人口密度为每平方公里15人。其中63.01%是美洲白人、34.28%是非裔美国人、0.26%是美洲土著人、0.34%是亚裔美国人、0.13%是太平洋土著人、1.16%是其他人中、0.82%是混血儿。西班牙裔和其他拉丁美洲裔的人占2.82%。
县内的3407个户中有30.4%有18岁以下的未成年人、48.9%是结婚夫妇、15.7%是带孩子的单身妇女、31.3%不是家庭、27.9%是单身汉、13.5%有65岁以上的老年人。平均每户2.49人，家庭的平均大小为3.04人。
县内人口结构为23.1%的人在18岁以下、9.3%的人在18至24岁之间、31.0%的人在25至44岁之间、23.3%的人在45至64岁之间、13.3%的人在65岁以上。平均年龄为37岁。女子对男子的性别比为100：74.1。成年人的性别比为100：65.6。
户平均年收入为31,895美元，家庭的平均年收入为38,924美元。男子的平均年收入为30,767美元，女子的平均年收入为20,517美元。人均年收入为16,435美元。12.3%的家庭和16.4%的居民生活在贫困线以下，其中包括19.0%的未成年人和18.7%的老年人。